# The King and Prince Beach & Golf Resort
The King and Prince Beach & Golf Resort es un resort ubicado en St. Simons Island en el estado estadounidense de Georgia.

## Historia
Comenzó en 1935 como King and Prince Beach Club, un club de baile junto al mar construido por Morgan T. Wynne y Franklin J. Horne. Se destacó por su entretenimiento y baile de big band. Después de dos incendios, fue reconstruido y abierto el 2 de julio de 1941 como King and Prince Hotel. Utilizado como centro de entrenamiento y estación de radar por la Armada durante la Segunda Guerra Mundial, el complejo isleño reabrió sus puertas al público en 1947. En 1972 y 1982, experimentó renovaciones y ampliaciones sustanciales del edificio. 
Fue el anfitrión de la Reunión Bilderberg de 1957. Se convirtió en miembro de Historic Hotels of America en 1996, el programa oficial del National Trust for Historic Preservation. Fue incluido en el Registro Nacional de Lugares Históricos en 2005. 

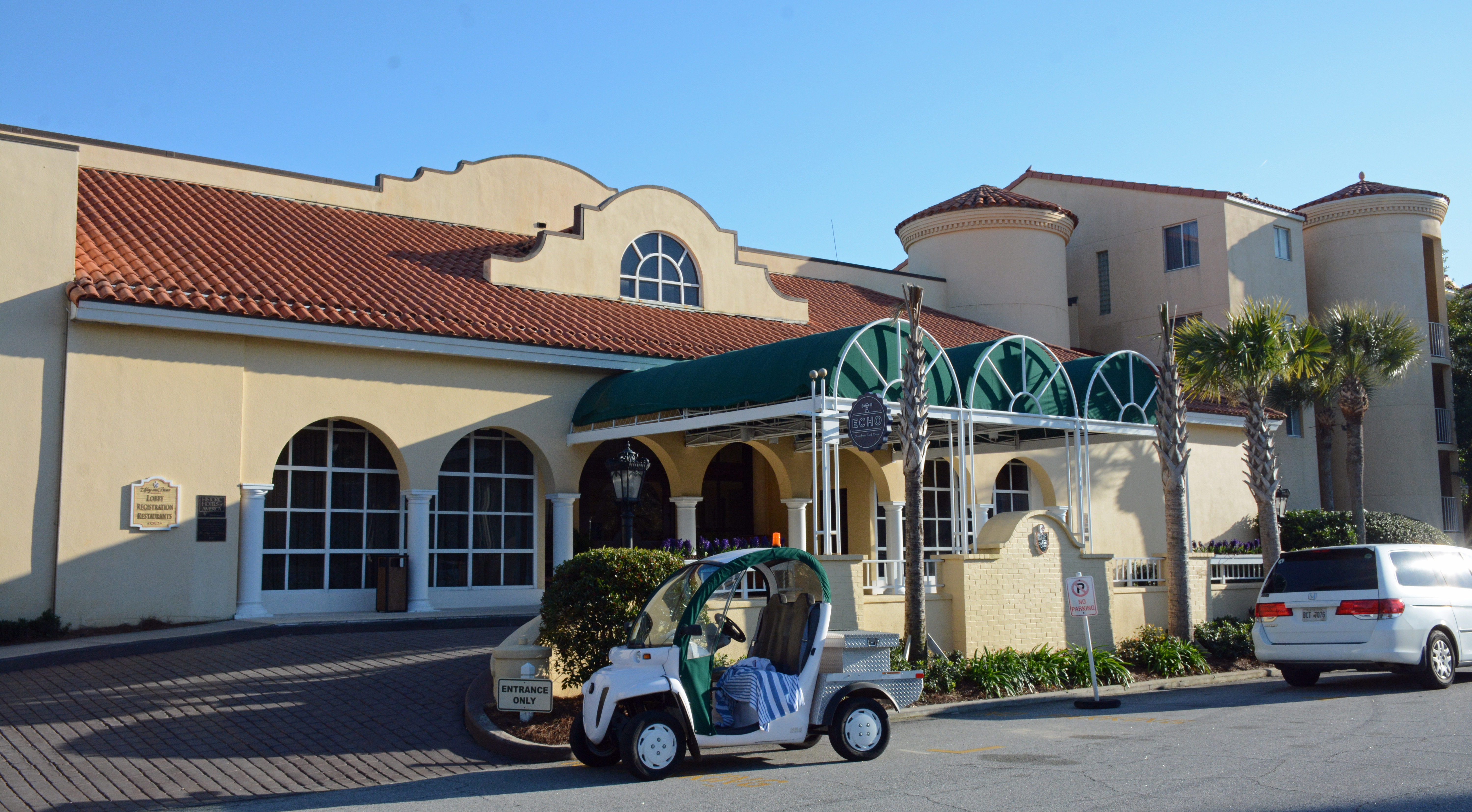
Entrada principal
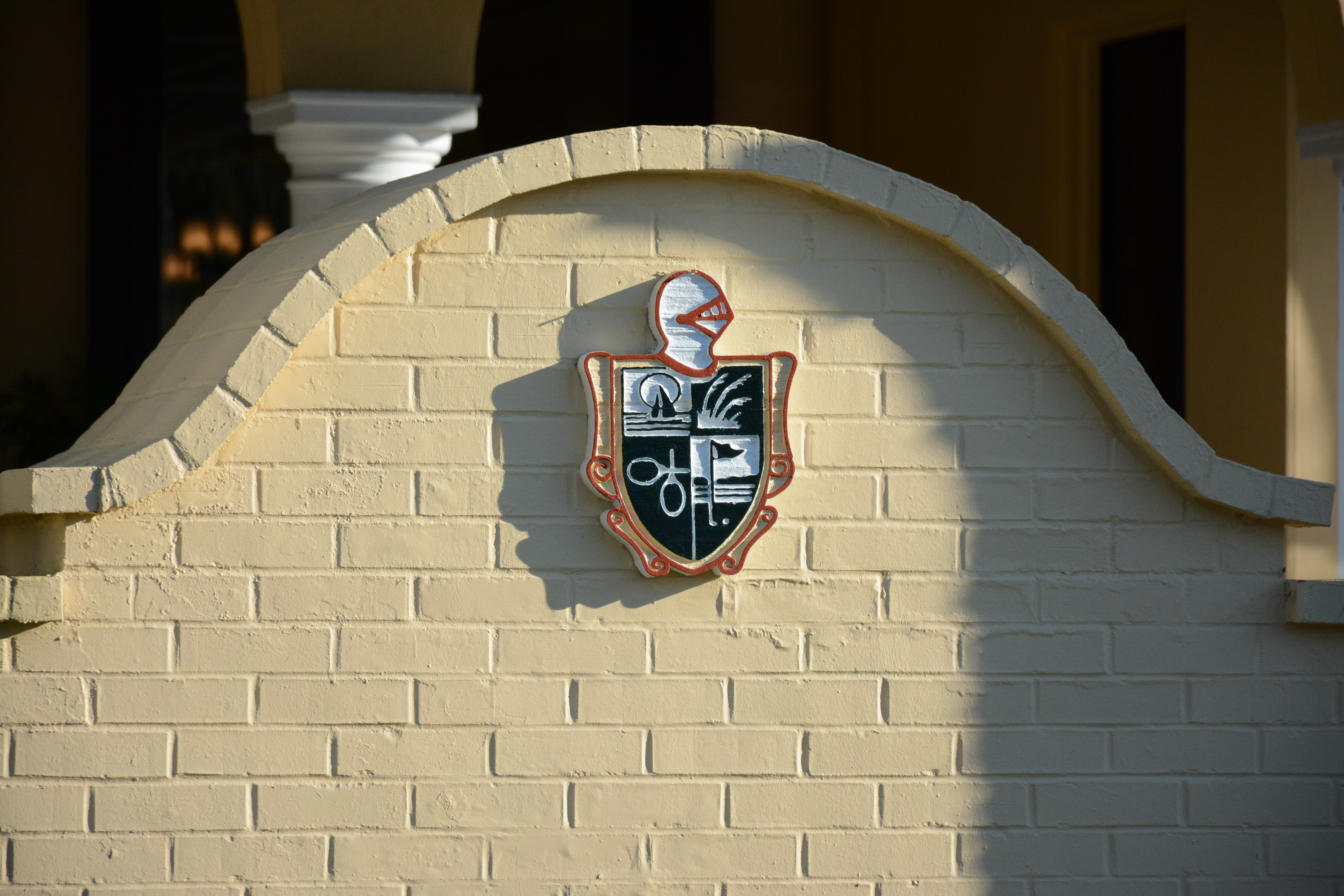
Logo
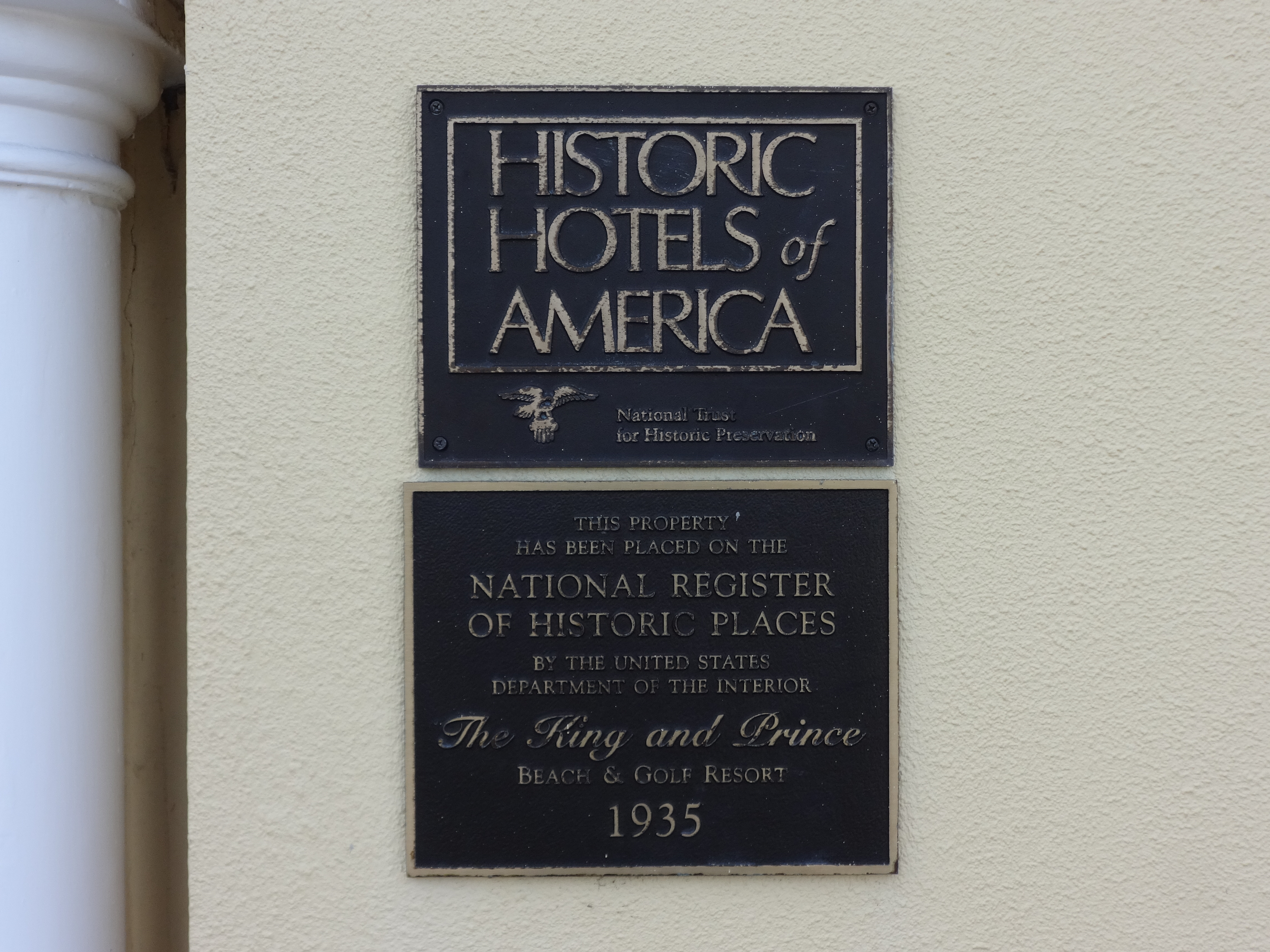
Placa de hoteles históricos de América y placa del Registro Nacional de Lugares Históricos
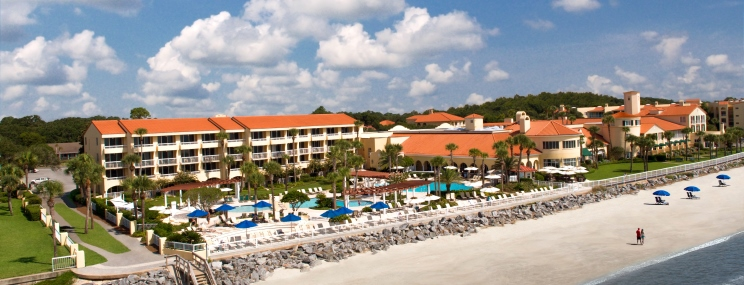
Vista aérea